# Amacuzac (kommun)
Amacuzac är en kommun i Mexiko.   Den ligger i delstaten Morelos, i den sydöstra delen av landet, 100 km söder om huvudstaden Mexico City. Antalet invånare är 16 500. Arean är 99 kvadratkilometer.
Terrängen i Amacuzac är kuperad åt sydväst, men åt nordost är den platt.
Följande samhällen finns i Amacuzac:
- Amacuzac
- San Gabriel las Palmas
- Coahuixtla
- Rancho Nuevo
- Miahuatlán
- Cajones
- Colonia Ejidal
- Colonia Oriental
- Colonia el Campamento
- Colonia Ojo de Agua
- Los Limones
- Zoquital